# سیارک ۳۷۷۲۹
سیارک ۳۷۷۲۹ (به انگلیسی: 37729 Akiratakao، نامگذاری:1996TK54) سی و هفت هزار و هفتصد و بیست و نهمین سیارک کشف شده‌است که در ۱۴ اکتبر ۱۹۹۶ کشف شد.